# Здание парламента (Хельсинки)
Здание парламента — административное здание в Хельсинки, в котором размещается парламент Финляндии (Эдускунта). Расположено в городском районе Тооло.

## История
В 1923 году было выбрано место для размещения нового здания парламента (до того он находился в здании Сената). Им стал холм Аркадианмаки, рядом с современным проспектом Маннергейма.
Конкурс архитекторов был проведён в 1924 году и выигран фирмой Борг-Сирен-Аберг (проект под названием лат. Oratoribus, для ораторов). Юхан Сигфрид Сирен (1889—1961) получил задание на проектирование здания. Здание строилось в 1926—1931 годах и было торжественно открыто 7 марта 1931 года. С тех пор там происходили важные события политической жизни страны, особенно во время советско-финских войн 1939—1940 и 1941—1944.

## Архитектура и интерьеры

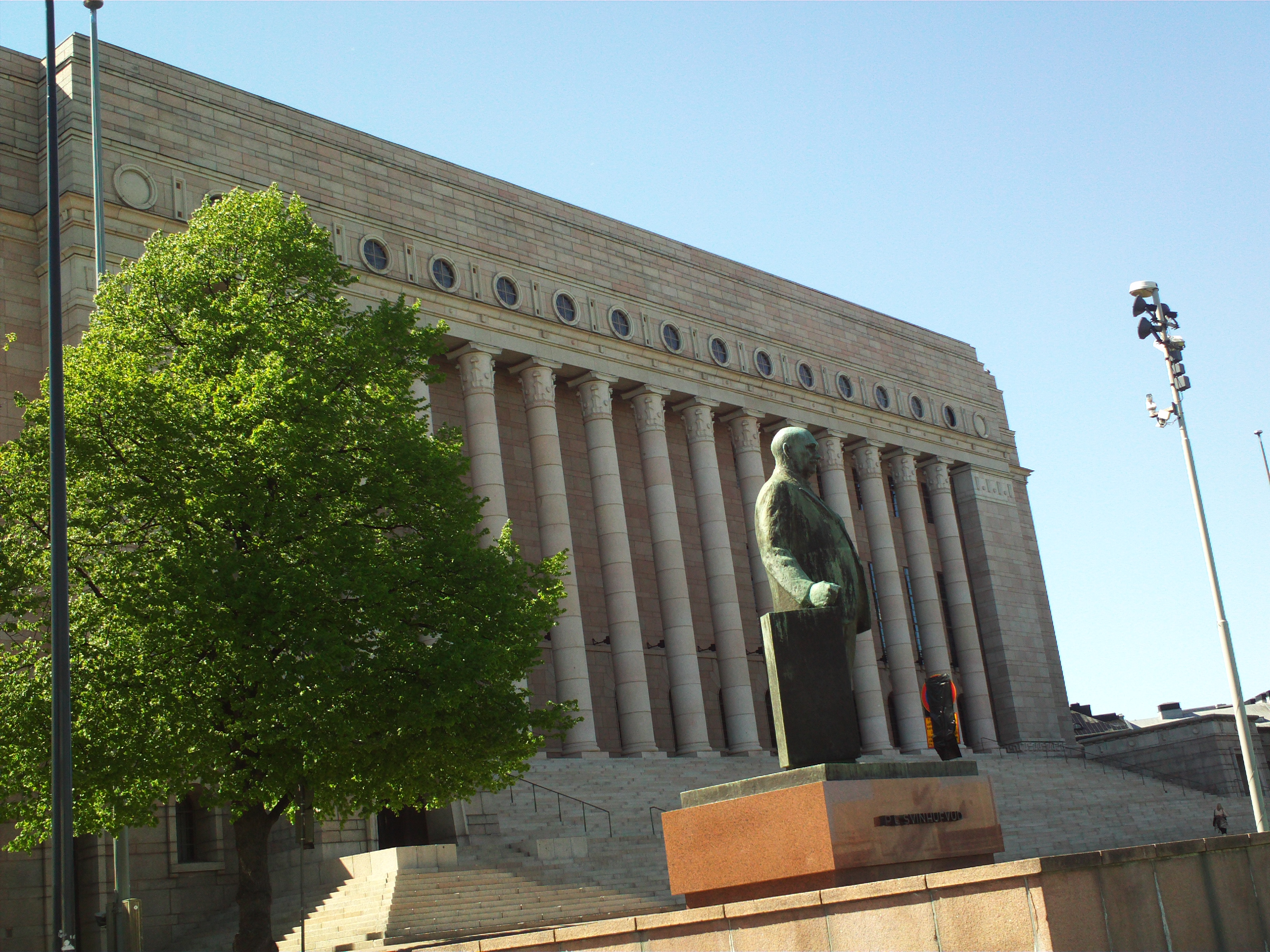
Памятник Свинхувуду

Сирен спроектировал здание парламента в модернизированном классическом стиле, комбинируя неоклассицизм и модернизм начала XX века. Упрощённые колонны и балясины сочетаются с глухими плоскостями. Здание облицовано пяйвельским гранитом. В центре фасада расположены 14 колонн с коринфскими капителями.
Здание имеет пять этажей, каждый из которых уникален. Этажи соединены белой мраморной лестницей и подъёмниками-патерностерами. Наиболее важными для посетителей являются главный вестибюль, зал заседаний и зал приёмов (так называемый Зал Государства).
В 1978 году к зданию была пристроена библиотека, а в 2004 году — офисный корпус (малое здание парламента), необходимость в котором была предметом споров. У здания парламента установлены памятники трём президентам Финляндии: К. Ю. Стольбергу, П. Э. Свинхувуду и К. Каллио.